# Milla Grosberghaugen Andreassen
Milla Grosberghaugen Andreassen (4 agosto 2005) è una fondista norvegese.

## Biografia
Attiva dal novembre del 2021, Milla Grosberghaugen Andreassen ai Mondiali juniores di Whistler 2023 ha vinto la medaglia d'oro nella 10 km, nella 20 km e nella staffetta mista e quella d'argento nella sprint; ha esordito in Coppa del Mondo nella sprint disputata a Trondheim il 15 dicembre dello stesso anno (45ª) e ai successivi Mondiali juniores di Planica 2024 ha conquistato la medaglia d'argento nella staffetta mista e quella di bronzo nella sprint. Ai Mondiali juniores di Schilpario/Lake Placid 2025 ha vinto la medaglia d'oro nella 10 km, nella 20 km e nella staffetta mista e quella di bronzo nella sprint; non ha preso parte a rassegne olimpiche o iridate.

## Palmarès

### Mondiali juniores
- 10 medaglie:
  - 6 ori (10 km, 20 km, staffetta mista a Whistler 2023; 10 km, 20 km, staffetta mista a Schilpario/Lake Placid 2025)
  - 2 argenti (sprint a Whistler 2023; staffetta mista a Planica 2024)
  - 2 bronzi (sprint a Planica 2024; sprint a Schilpario/Lake Placid 2025)

### Coppa del Mondo
- Miglior piazzamento in classifica generale: 169ª nel 2024